# Army of Two
Army of Two è un videogioco sparatutto di EA Games in cui la cooperazione è base portante del gameplay. I protagonisti del gioco sono due mercenari al servizio del migliore offerente. I server che consentivano il gioco online sono stati chiusi dalla EA nell'agosto 2011.

## Trama
Il gioco inizia quando i due mercenari Elliot Salem e Tyson Rios vengono arruolati nelle file dell'SSC, un esercito statunitense privato. Il gioco si svolge in Iraq, Miami, Somalia e Cina. Alla fine, i due mercenari sventeranno un complotto del quale saranno i capri espiatori e fonderanno "TWO" (Trans-World Operations).

### Somalia 1993
La storia inizia nel 1993 in Somalia, dove Elliot Salem e Tyson Rios sono ancora nel United States Army Rangers, dove sono stati incaricati a lavorare con Phillip Clyde, un mercenario che lavora per la Security and Strategy Corporation (SSC), in missione per assassinare Abdullahi Mo'Alim, un signore della guerra locale. Dopo la missione, Clyde, sotto ordine del suo superiore, il direttore della SSC, Ernest Stockwell, invita il tenente colonnello Richard Dalton (comandante dei Ranger) a unirsi alla compagnia per un lavoro da scrivania. Accetta, portando con lui Salem e Rios come operatori, e, negli anni seguenti, i tre entrano nel settore militare privato.

### Afghanistan 2001
Salem e Rios iniziano così a lavorare per otto anni in varie operazioni militari segrete finanziate dagli Stati Uniti fino agli eventi dell'11 settembre. Essi vengono inviati a infiltrarsi in una base missilistica (abbandonata dai sovietici dalla fine della Guerra Fredda) e usata da Al-Qaida. I loro obiettivi sono distruggere dei missili a medio-raggio M-11, la eliminazione di Mohammed Al-Habiib e il salvataggio di Brian Hicks (un altro agente operativo SSC che è stato catturato cercando di completare gli stessi obiettivi). Dopo aver trovato la prova che Hicks cercava di trattare qualcosa con Al-Habiib, i due riescono a salvare il compagno ferito che appare però infettato da un virus. Dopo aver ucciso Al-Habiib, i due distruggono una carica di testate chimiche con l'aiuto di un hacker, che opera sotto il nome di "s3kShUn8" (Section Eight).
Poco dopo viene annunciato che la SSC ha acquistato le Black Mountain Industries, un'altra CMP. Il fatto fa della SSC la più grande compagnia militare privata al mondo, che causa controversie per via della sua potenza. Dalton rassicura l'opinione pubblica che i motivi sono proteggere la nazione e i suoi alleati.

### Iraq 2003
Nel 2003, i due vengono rimandati in Iraq da Alice Murray, la loro coordinatrice di missione. La loro missione è di salvare il tenente colonnello Samuel Eisenhower, un vecchio amico di Salem e Rios dai tempi dei Ranger. Gli viene detto che ha vitali informazioni per la Coalizione ed è tenuto in ostaggio in una base militare americana caduta in mani nemiche. Salem e Rios riescono con successo a salvarlo e a caricarlo su di un elicottero. Tuttavia, subito dopo essere decollato l'elicottero esplode. Salem commenta che con la morte di Eisenhower, solo lui, Rios, Dalton, e un altro soldato di nome Pedro sono i membri sopravvissuti della squadra un tempo composta da dieci uomini. Ali Youssef, un terrorista iracheno, rivendica l'abbattimento dell'elicottero, e i due vengono mandati ad eliminare lui, il suo luogotenente, e una base irachena.
Dopo la missione, il Senatore Alex Richter e Richard Whitehorse discutono di una nuova proposta di legge in Tv. Se passa, la legge abolirà le forze militari per rimpiazzarle con le forze militari private, soprattutto alla SSC. Whitehorse si oppone fortemente a questa proposta mentre Richter vuole che passi, commentando che i mercenari hanno ormai superato i soldati.

### Portaerei nelle Filippine 2003
Mentre combattono i nemici nelle Filippine, i due sono contattati e riassegnati da Alice. Il governo U.S.A. ha recentemente venduto la USS Constellation al Giappone, ma è stata dirottata da dei terroristi di Abu Sayyaf. I due vengono trasportati via elicottero e paracadutati sul ponte di volo. Sono raggiunti da Phillip Clyde, che non vedevano dalla Somalia. Immediatamente dopo aver stabilito un contatto con Salem e Rios, Clyde si dirige sotto il ponte di poppa, mentre Salem e Rios disabilitano i jet parcheggiati sulla pista. Alice menziona che la U.S. Navy non vuole che la SSC abbia nuovo credito, quindi ha mandato dei Seal ad aiutarli. Cercando una via per parlare con il capitano della nave, Salem e Rios scoprono Clyde parlare con un terrorista. Clyde immediatamente scappa lasciando dietro di sé un portatile con USB, che mandano a "s3kShUn8"  per esaminarlo. Dopo aver raggiunto il ponte di comando, il capitano Harris informa i due che la portaerei trasporta delle armi nucleari rubate, per dirigersi a Manila, e i due devono affondare la nave, usando gli esplosivi a bordo. Sulla strada per risolvere la situazione scoprono i Seal uccisi, tra cui Pedro, uno dei compagni ranger dei due. "S3kShUn8" nel frattempo ha scoperto che l'USB di Clyde contiene informazioni sulle truppe americane nel mondo, rendendo chiaro che Clyde lavora con i terroristi. Dopo aver con successo affondato la nave, i due decidono di non accettare altre missioni per conto della SSC, fin quando non appariranno chiari i piani di Clyde. Decidono anche di non rendere pubbliche le informazioni acquisite.
I Senatori statunitensi Alex Richter e Richard Whitehorse continuano il loro dibattito sul disegno di legge per privatizzare l'esercito. Richter crede che sia la soluzione migliore, ma Whitehorse non vuole che le corporazioni prendano profitto dalla guerra e portino gli Stati Uniti in inutili conflitti. Whitehorse inizia così una campagna per manifestare contro il disegno di legge.

### Cina 2009
La missione inizia con Salem e Rios in Corea del Sud a fare un lavoro per un vecchio amico, nonché loro rifornitore di armi, Cho Min Soo. I due sono rimasti fuori contatto dalla SSC per investigare sui legami tra Clyde, i terroristi e la SSC. Durante uno scontro, la radio di Salem si accende accidentalmente e Murray li contatta per un'ultima missione, in Cina. Il leader di Abu Sayyaf, l'organizzazione che ha orchestrato la cattura della Constellation, dovrà attraversare un ponte sul fiume Lijiang. I due tendono un'imboscata al convoglio, facendo saltare in aria il ponte mentre il convoglio passa. Riescono con successo a completare la missione assegnata, ma Alice perde il segnale del loro elicottero di estrazione e i due devono affrontare le forze militari cinesi, non Abu Sayyaf come credevano. Dopo qualche scontro Alice scopre che e stata messa una taglia sui due, accusati dell'omicidio del Senatore degli Stati Uniti Richard Whitehorse, che è stato ucciso mentre attraversava un ponte in Cina. Lungo la via, Salem e Rios raccontano ad Alice le informazioni raccolte sulla portaerei, parlando di una possibile cospirazione. In un momento capiscono i collegamenti, capendo che Dalton e il capo della SSC Stockwell hanno organizzato l'assassinio di Whitehorse, a causa della sua campagna contro le CMP. Viene poi rilevato da "s3kShUn8" che Clyde ha fornito ai terroristi le informazioni per colpire le truppe americane in paesi stranieri, facendo apparire sotto cattiva luce l'esercito regolare. Nello scappare dalla Cina i due sentono tramite la radio di Alice assalita, presumibilmente rapita. Scappando, Salem e Rios decidono di andare a salvarla e sventare il piano della SSC.

### Miami 2009
Salem e Rios sono sulla rotta per Miami, dove si trova il quartier generale della SSC, a bordo d'un aereo di proprietà di Cho Min Soo. Ma un uragano si dirige verso la costa della Florida, e l'Air Force americana dirige dei caccia verso il volo non autorizzato negli Stati Uniti. Philip Clyde, infiltratosi sull'aereo, uccide il pilota e attacca i due mercenari, che decidono quindi di salire a bordo dell'hovercraft mentre l'aereo precipita. Clyde però raccoglie un lanciamissili FGM-148 Javelin e spara, distruggendo l'aereo a metà. Il loro aereo si schianta mentre l'hovercraft riesce ad atterrare sulle acque di Miami, e insieme si dirigono verso l'isola della SSC, mentre Clyde viene dato per morto nello schianto. Cho Min, saputo che il suo aereo è stato distrutto, minaccia di uccidere Salem e Rios. Loro spiegano che è Clyde il responsabile, e Cho Min ordina loro di ucciderlo. Salem accetta, non ascoltando Rios che menziona che Clyde è stato già ucciso. I due sono sotto costante pressione da Cho Min che è riuscito a mettersi in contatto con le videocamere sugli elmetti, osservandoli. I due vengono contattati via radio da Ernest Stockwell, che richiede loro di salvarlo. Egli confessa che non è coinvolto nella cospirazione ma che è invece tutta opera di Richard Dalton, il diretto superiore dei due.
I due riescono a salvare Alice nell'Aeroporto Internazionale di Miami. Dopo averla scortata al sicuro, i due si dirigono alla torre della SSC, dove s3kShUn8 aiuta i due sbloccando gli ascensori, per permettergli di inseguire Dalton. Lungo la strada, Stockwell accetta la proposta di Rios: sarà salvato a patto di ammettere pubblicamente tutto ciò che intendeva fare la SSC. Sulla cima dell'edificio Salem & Rios sono scioccati nel vedere Clyde sopravvissuto allo schianto, ma d'altra parte possono chiudere così il loro debito con Cho Min e assicurarsi favori futuri.
Dopo uno scontro a fuoco, Salem e Rios gettano Clyde fuori dalla finestra, mandandolo nelle strade allagate di Miami. Nel frattempo, Dalton scappa sul tetto, inseguito da Rios e Salem. Dalton sale a bordo di un elicottero e spara verso i suoi ex-dipendenti con una mitragliatrice, ma Rios abbatte l'elicottero con un FIM-92 Stinger, portando Dalton alla morte.
Nell'epilogo il gioco si porta avanti di diversi mesi. Un notiziario riporta che Ernest Stockwell, il capo dell'ora defunta SSC, è stato rilasciato dai suoi sei mesi di prigionia (avendo così fatto ammenda come aveva promesso); il disegno di legge non è passato. Alice, guardando il canale viene contattata da Rios, dicendole che lui e Salem hanno inaugurato una loro società privata, la Trans World Operations (TWO). Quando le viene chiesto se vuole entrare a farne parte l'inquadratura si sposta sulle sue labbra, che sorridono.

## Kiev 2004
Quella di Kiev è una missione facente parte del pacchetto d'espansione "Veteran Map Pack". La missione si svolge nel 2004 e Rios e Salem sono incaricati di fermare una milizia, che sta alimentando la rivoluzione usando l'intimidazione e la corruzione. Durante l'operazione i due scoprono un finto ospedale utilizzato durante la guerra fredda per torture crudeli. In questo finto ospedale trovano e salvano un uomo di nome Nygel, prima di proseguire e uccidere il capo della milizia.

## Fin. Alternativa Miami 2009
Il Fin. Alternativo Miami, facente parte del Veteran Map Pack, propone un finale diverso rispetto a quello del gioco originale. L'uragano impedisce a Rios e Salem di raggiungere Miami e Dalton formatta tutti i server contenenti le prove dei suoi misfatti. I due decidono allora di assaltare la Cittadella SSC, un luogo che funge da banca della compagnia. Riescono a penetrare all'interno dell'edificio e dopo una dura lotta con Dalton (vestito da Soldato Pesante) rubano informazioni riservate e altro per guadagnare il più possibile.

## Adattamento cinematografico
Gli Universal Studios si sono accordati con la EA Games per trarne un prodotto destinato al grande schermo; per scrivere la sceneggiatura è stato incaricato Scott Z. Burns (noto per The Bourne Ultimatum), mentre per le riprese avrebbero potuto attendere il 2009. Ad oggi non ci sono ulteriori notizie circa la realizzazione del film.

## Accoglienza
La rivista Play Generation lo classificò come il miglior gioco d'azione del 2008.